# Jo Grimond
Joseph Grimond, Barone Grimond (Saint Andrews, 29 luglio 1913 – Glasgow, 24 ottobre 1983) è stato un politico britannico, leader del Partito Liberale tra il 1956 ed il 1967 e nuovamente, ad interim, per un breve periodo nel 1976.
Fu uno strenuo sostenitore dell'home rule per la Scozia, e durante la sua leadership sostenne con successo il sostegno liberale all'abolizione dell'arsenale nucleare britannico.

## Giovinezza

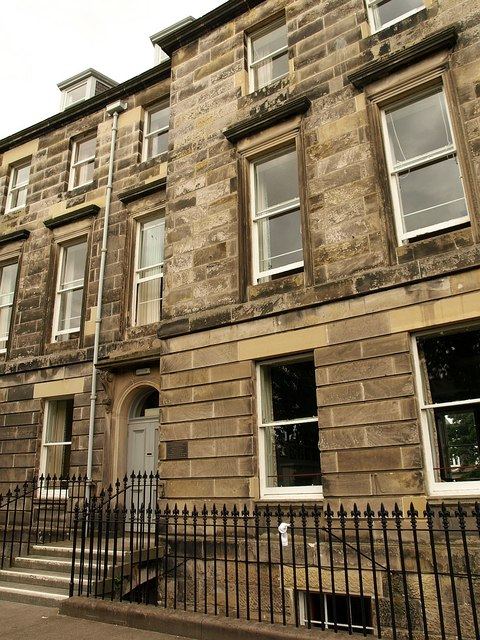
Luogo di nascita di Grimond

Grimond nacque a Saint Andrews, nel Fife, in Scozia e fu istruito all'Eton College di Eton e al Balliol College, ad Oxford. Frequentò la scuola e l'università con, tra gli altri, il commentatore di cricket Brian Johnston e con il commediografo William Douglas-Home. Conseguì un Honours degree di Prima Classe in politica, filosofia ed economia. Divenne avvocato e membro del Middle Temple.

## Membro del Parlamento
Dopo aver ricoperto la carica di maggiore nella seconda guerra mondiale, fu scelto dal Partito Liberale come candidato alla collegio di Orkney and Shetland, il collegio elettorale più settentrionale del Regno Unito. Non riuscì per poco ad essere eletto nel 1945, ma entrò in Parlamento alle elezioni del 1950 e continuò a rappresentare il collegio fino al suo ritiro dalla politica nel 1983. Ottenne in maniera continuativa più del 60% dei voti nell'arcipelago della Scozia settentrionale.